# Элсуэрт (город, Миннесота)
Элсуэрт (англ. Ellsworth) — город в округе Ноблс, штат Миннесота, США. На площади 1,7 км² (1,7 км² — суша, водоёмов нет), согласно переписи 2002 года, проживают 540 человек. Плотность населения составляет 325,4 чел./км². 
- Телефонный код города — 507
- Почтовый индекс — 56129
- FIPS-код города — 27-18836[1]
- GNIS-идентификатор — 0643292[2]